# Волкац, Дина Соломоновна
Дина Соломоновна Во́лкац (Волканц; 1920, Полтава, Полтавская область — 1990, Москва) — участник Великой Отечественной войны, специалист на подготовке собак МРС (минно-розыскной службы). Первая и единственная женщина, занимавшая командирскую должность в этой службе во время войны. Сумела подготовить первую в Красной Армии собаку-диверсанта Дину. Личной собакой Дины Волкац был пёс-миноискатель Джульбарс.
Является фотографом всех книг своего мужа — известного кинолога А. П. Мазовера (1905—1981).

## Биография
Дина Волкац родилась в Полтаве. Получила в Харькове военную специальность инструктора по служебному собаководству, затем сдала экзамены за второй курс Харьковского театрального училища. 
В июле 1941 года уволилась из театра, была призвана в 9-й армейский отряд в Малиновке. Воевала в отряде собак-истребителей танков, училась в Центральной школе военного собаководства «Красная Звезда», где и выбрала себе личную собаку — Джульбарса. 
В мае 1943 года, после того как окончила учёбу в «Красной Звезде», отправилась на Калининский фронт. Воентехника Волкац назначили командиром отдельного взвода дрессировщиков-минёров 37-го отдельного батальона разминирования.
— Девушка. Молоденькая.
— Воюет с первых дней.
— Пса привезла, своего.
— Зовут комвзвода Дина, ребята!..
Здесь же, на фронте, Дина Волкац вышла замуж за командира 37-го отдельного батальона разминирования Александра Мазовера.
За подготовку собак-миноискателей «по поиску глубинных мин и мин натяжного действия» комвзвода лейтенант Волкац награждена орденом Красной Звезды (1944).
Умерла в 1990 году. Урна с прахом захоронена в колумбарии на Введенском кладбище.

## Собаки
- Личной собакой Дины был Джульбарс, которого Дина выбрала, учась в Центральной школе военного собаководства «Красная Звезда». На её выбор начальник отделения сказал:«Хуже собаки найти не удалось? Разрешите узнать, по каким же признакам вы её выбрали?» — «По глазам»
- Дина Волкац лично дрессировала первую собаку-диверсанта Дину[6]. Овчарка Дина, принимая участие в «рельсовой войне» в Белоруссии, сумела затащить вьюк со взрывчаткой прямо под колёса паровоза, пустив вражеский эшелон под откос. При этом собака вернулась живой к инструктору.